# Danilo Pereira
Danilo Luís Hélio Pereira (född 9 september 1991), mer känd som Danilo Pereira, är en portugisisk fotbollsspelare som spelar defensiv mittfältare för Paris Saint-Germain. Han spelar även för det portugisiska landslaget.

## Karriär
Den 5 oktober 2020 lånades Pereira ut av FC Porto till Paris Saint-Germain på ett låneavtal över säsongen 2020/2021. Låneavtalet hade en köpoption som PSG utnyttjade och Pereira skrev på ett kontrakt fram till 2025 med klubben.

## Statistik

### Klubb
| Klubb                | Säsong               | Inhemsk liga         | Inhemsk liga | Inhemsk liga | Nationell cup | Nationell cup | Liga cup | Liga cup | Kontinental cup | Kontinental cup | Andra   | Andra | Totalt  | Totalt |
| Klubb                | Säsong               | Liga                 | Matcher      | Mål          | Matcher       | Mål           | Matcher  | Mål      | Matcher         | Mål             | Matcher | Mål   | Matcher | Mål    |
| -------------------- | -------------------- | -------------------- | ------------ | ------------ | ------------- | ------------- | -------- | -------- | --------------- | --------------- | ------- | ----- | ------- | ------ |
| Parma                | 2010–11              | Serie A              | 0            | 0            | 0             | 0             | —        | —        | —               | —               | —       | —     | 0       | 0      |
| Parma                | 2011–12              | Serie A              | 5            | 0            | 0             | 0             | —        | —        | —               | —               | —       | —     | 5       | 0      |
| Parma                | Total                | Total                | 5            | 0            | 0             | 0             | —        | —        | —               | —               | —       | —     | 5       | 0      |
| Aris (lån)           | 2010–11              | Superligan           | 5            | 2            | —             | —             | —        | —        | —               | —               | —       | —     | 5       | 2      |
| Roda (lån)           | 2012–13              | Eredivisie           | 31           | 1            | 1             | 0             | —        | —        | —               | —               | 4       | 0     | 36      | 1      |
| Marítimo             | 2013–14              | Primeira Liga        | 28           | 1            | 2             | 0             | 2        | 0        | —               | —               | —       | —     | 32      | 1      |
| Marítimo             | 2014–15              | Primeira Liga        | 29           | 3            | 4             | 0             | 5        | 0        | —               | —               | —       | —     | 38      | 3      |
| Marítimo             | Total                | Total                | 57           | 4            | 6             | 0             | 7        | 0        | —               | —               | —       | —     | 70      | 4      |
| Porto                | 2015–16              | Primeira Liga        | 33           | 6            | 5             | 0             | 0        | 0        | 7               | 0               | —       | —     | 45      | 6      |
| Porto                | 2016–17              | Primeira Liga        | 28           | 4            | 2             | 0             | 1        | 0        | 10              | 0               | —       | —     | 41      | 4      |
| Porto                | 2017–18              | Primeira Liga        | 19           | 1            | 3             | 2             | 2        | 0        | 6               | 1               | —       | —     | 30      | 4      |
| Porto                | 2018–19              | Primeira Liga        | 26           | 2            | 4             | 1             | 3        | 0        | 10              | 0               | 0       | 0     | 43      | 3      |
| Porto                | 2019–20              | Primeira Liga        | 23           | 1            | 2             | 0             | 2        | 0        | 9               | 0               | —       | —     | 36      | 1      |
| Porto                | Totalt               | Totalt               | 132          | 15           | 16            | 3             | 8        | 0        | 42              | 1               | 0       | 0     | 198     | 19     |
| Totalt under karriär | Totalt under karriär | Totalt under karriär | 230          | 22           | 23            | 3             | 15       | 0        | 42              | 1               | 4       | 0     | 314     | 26     |

1. ↑  Matcher i KNVB Cup och Portugisiska cupen
2. ↑  Matcher i Portugisiska Ligacupen
3. ↑  Matcher i Kvalspel till Eerste Divisie
4. ↑  Sex matcher i UEFA Champions League, en match i UEFA Europa League
5. 1 2 3  Matcher i UEFA Champions League
6. ↑  Två matcher i UEFA Champions League, sju matcher i UEFA Europa League

### Landslag
| Landslag | År     | Matcher | Mål | Assist |
| -------- | ------ | ------- | --- | ------ |
| Portugal | 2015   | 7       | 0   | 0      |
| Portugal | 2016   | 10      | 1   | 0      |
| Portugal | 2017   | 10      | 0   | 2      |
| Portugal | 2018   | 4       | 0   | 0      |
| Portugal | 2019   | 6       | 1   | 0      |
| Portugal | 2020   | 7       | 0   | 0      |
| Portugal | 2021   | 1       | 0   | 0      |
| Totalt   | Totalt | 45      | 2   | 2      |